# 田中透
田中 透（たなか とおる、1892年（明治25年）1月20日 - 1948年（昭和23年）4月7日）は、大日本帝国陸軍軍人。最終階級は陸軍少将。兵科は歩兵科。

## 経歴
1892年（明治25年）に佐賀県で生まれた。陸軍士官学校第26期卒業。1941年（昭和16年）1月27日に台湾歩兵第2連隊補充隊長に就任し、3月1日に陸軍大佐に進級した。10月15日に台湾歩兵第2連隊長（第14軍・第48師団）に就任し、太平洋戦争開戦後の12月10日に田中支隊を率いてルソン島アパリに上陸。米比軍と交戦しつつ師団主力と合流し、マニラに進撃した。その後第16軍隷下に編入され、1942年（昭和17年）3月1日にジャワ島東部に上陸し、3月8日にはスラバヤを攻略した。同年12月にティモール島東部に移り、同地と小スンダ列島の一部島嶼の守備に任じた。1945年（昭和20年）6月10日に陸軍少将に進級し、外部との交通が途絶えたことから、終戦まで台湾歩兵第2連隊長を務めた。
終戦後戦犯として逮捕され、アンボン島に収監された。1944年（昭和19年）8月30日にスルマタ島で原住民が反乱を起こし、日本兵10人が殺害されると、田中の命令により討伐隊を送り、原住民約100名を処刑した事件と、レチ島で日本軍に対する反乱計画が謀られているとして、首謀者とされる村長を処刑した二つの事件について裁かれた。田中は指示を出したことは事実としながらも、ティモール島から第19軍司令部のあるアンボン島まで原住民を輸送することは不可能であり、緊急自衛権の行使であると主張したが、主張は認められず1948年（昭和23年）1月24日に銃殺刑の判決が下った。同年4月7日に執行された。同年1月31日に公職追放仮指定を受けている。